# Spirorbis indicus
Spirorbis indicus är en ringmaskart som beskrevs av Sterzinger 1909. Spirorbis indicus ingår i släktet Spirorbis och familjen Serpulidae. Inga underarter finns listade i Catalogue of Life.